# Щецин-Гоцлав (станция электрички)
«Щецин-Гоцлав» — грузовая железнодорожная станция и планируемая пассажирская станция Щецинской метрополийной электрички. Расположится в округу Голенцино-Гоцлав, по котором и получила своё название. Открытие реконструированной станции запланировано на 2022 год.

## История
Станция была открыта в 1898 году. После закрытия железнодорожной линии на Полице для пассажирских перевозок 30 сентября 2002 года, станция служит только как грузовая.

## Проектирование
В рамках модернизации станции Щецин-Гоцлав планируется: реконструкцию платформы и строительство стоянок для велосипедов.